# Трисвинецстронций
Трисвинецстронций — бинарное неорганическое соединение
свинца и стронция
с формулой SrPb3,
кристаллы.

## Получение
- Сплавление стехиометрических количеств чистых веществ:

{\displaystyle {\mathsf {3Pb+Sr\ {\xrightarrow {677^{o}C}}\ SrPb_{3}}}}

## Физические свойства
Трисвинецстронций образует кристаллы
тетрагональной сингонии, пространственная группа P 4/mmm, параметры ячейки a = 0,4965 нм, c = 0,5035 нм, Z = 1,
структура типа трититанмеди CuTi3
.
Соединение конгруэнтно плавится при температуре 677°C  (675°C ).